# James Maxwell Bardeen
James Maxwell Bardeen (Minneapolis, 9 de maio de 1939 – Seattle, 20 de junho de 2022) foi um físico estadunidense. Conhecido por seu trabalho em relatividade geral, particularmente por sua atuação na formulação das leis da mecânica dos buracos negros. Descobriu o vácuo de Bardeen, uma solução exata das equações de campo de Einstein.

## Careira
Bardeen obteve a graduação na Universidade Harvard em 1960, e obteve um doutorado no Instituto de Tecnologia da Califórnia (Caltech), orientado por Richard Feynman. É professor emérito de física da Universidade de Washington em Seattle. Em 2012 foi eleito membro da Academia Nacional de Ciências dos Estados Unidos.
Bardeen é filho de John Bardeen, o único a receber duas vezes o Nobel de Física. Irmão do também físico William Bardeen. Em uma entrevista concedida à Universidade Federal do Pará, no Brasil, em 2020, Bardeen recorda sua jornada como físico, as influências de seu pai sobre ele, suas experiências como estudante de doutorado de Richard Feynman e trabalhos com Stephen Hawking.

## Publicações selecionadas
- com Brandon Carter, Stephen Hawking: The four laws of black hole mechanics. In: Communications in Mathematical Physics. Volume 31, Nr. 2, 1. Jun. 1973, S. 161–170, doi:10.1007/BF01645742.
- Gauge-invariant cosmological perturbations. Physical Review D. Band 22, Nr. 8, 15. Oktober 1980, S. 1882–1905, doi:10.1103/PhysRevD.22.1882.
- com J. R. Bond, Nick Kaiser, A. S. Szalay: The statistics of peaks of Gaussian random fields. The Astrophysical Journal. Volume 304, 1. Mai 1986, S. 15–61, doi:10.1086/164143.